# Let There Be More Light
Let There Be More Light – minialbum norweskiego zespołu metalowego In the Woods..., wydany w 1998 roku.
Album był wydany na 7-calowej płycie winylowej. Zawiera nową wersji utworu "Child of Universal Tongue" z albumu A Return to the Isle of Men oraz przeróbkę utworu "Let There Be More Light" z repertuaru grupy Pink Floyd.

## Lista utworów
1. "Let There Be More Light" – 6:28
2. "Child of Universal Tongue" – 8:03

## Twórcy
- Christian Botteri – gitara basowa, śpiew
- Christopher Botteri – gitara
- Anders Kobro – perkusja
- Oddvar Moi – gitara
- Jan Kennet Transeth – śpiew
- Synne Larsen – śpiew (sopran)